# موشيه زار
موشيه زار (بالعبرية: משה זר؛ 27 يناير 1937 - 11 يوليو 2025) كان مستوطنًا إسرائيليًا وإرهابيًا مُدانًا. كان صهيونيًا متدينًا، وعضوًا في منظمة "الحركة السرية اليهودية" الإرهابية، وكان معروفًا بكونه قائدًا للمستوطنين في شمال الضفة الغربية. اشترى أراضي من فلسطينيين أفراد منذ عام 1979 فصاعدًا.

## السيرة
وُلِد زار في 27 يناير 1937. كان صديقًا قديمًا لرئيس الوزراء الإسرائيلي السابق ارئيل شارون منذ خدمتهما في الوحدة 101. أصيب في سيناء أثناء العدوان الثلاثي عام 1956، وفقد عينه اليسرى نتيجة لإصاباته. في عام 1983، تعرض لهجوم وطعن من قبل مجموعة من الفلسطينيين، لكنه نجا.
في عام 1984، أُدين بالانتماء إلى منظمة " التنظيم اليهودي السري الإرهابية التي ظهرت في أوائل الثمانينيات، وحُكم عليه بالسجن ثلاث سنوات لدوره في اغتيال رؤساء بلديات فلسطينيين، لكنه لم يمضِ في السجن سوى بضعة أشهر. ونقلت صحيفة هآرتس الإسرائيلية عن زوجته يائيل قولها آنذاك: "التنظيم السري ليس مرحلة في حياة عائلة زار، بل مرحلة في حياة الأمة".
بعد مقتل أحد أبنائه الثمانية، ابنه جلعاد، ضابط الأمن في مجلس شمرون الإقليمي في كمين في 29 مايو 2001، تعهد بإنشاء ست مستوطنات في ذكرى ابنه، واحدة لكل حرف عبري من اسمه. تأسست مستوطنة رمات جلعاد في عام 2001، كما تأسست مستوطنة هافات جلعاد في عام 2002، وقد فككتها القوات الإسرائيلية عدة مرات، مما أدى إلى وقوع اشتباكات عنيفة بين المستوطنين وقوات الأمن.

## وفاته
توفي موشيه زار في 11 يوليو 2025، عن عمر يناهز 88 عامًا.